# Engelstein (Gemeinde Großschönau)
Engelstein ist eine Ortschaft in der Marktgemeinde Großschönau im Bezirk Gmünd in Niederösterreich mit 108 Einwohnern (Stand 1. Jänner 2024).

## Geografie
Das Längsangerdorf mit Gartenäckern liegt südlich von Großschönau in einer Senke des Maißbaches. Durch den Ort führen die Greiner Straße und die Landesstraße L72. Am 1. April 2020 umfasste die Ortschaft 43 Adressen.

## Geschichte
Der Ort stand 1234 urkundlich im Besitz vom Stift Zwettl. Im Jahr 1822 wurde der Ort als Dorf mit 29 Häusern genannt, das nach Großschönau eingepfarrt war, wohin auch die Kinder eingeschult wurden. Die Herrschaft Engelstein besaß die Ortsobrigkeit und besorgte die Konskription. Die Landgerichtsbarkeit wurde von der Herrschaft Weitra ausgeübt. Die Untertanen und Grundholde des Ortes gehörten den Herrschaften Engelstein und Weitra.
Laut Adressbuch von Österreich waren im Jahr 1938 Engelstein zwei Gastwirte, ein Hammerwerk, zwei Schneider, ein Schuster, ein Tischler und einige Landwirte ansässig.

## Bebauung
Drei- und Vierseithöfe teils mit schlichter Putzgliederung, im Westen des Ortes Kleinhäuser.

## Kultur und Sehenswürdigkeiten
- Schloss Engelstein
- Wegkapelle

## Persönlichkeiten
- Peter Rath (* 1939), Unternehmer und Glaskünstler, verbrachte hier zahlreiche Sommer